# Станарица
Станарице су птице које, за разлику од селица, не предузимају редовне сезонске селидбе, него целу годину проводе на истом подручју. У ту групу спадају, на пр. многе сјенице, зебе, дроздови и више врста из реда голубова. У савременој орнитологији користи се израз годишња птица. Појам се не односи на одређену врсту, него на популацију. Зависно о географској ширини односно надморској висини гнијездишта, готово све станарице сезонски мењају станиште, али су то ближе удаљености.
- Сеница
- Зеба
- Дрозд
- Голуб
- Сова
- Врабац

При томе се показује, да се понашање многих врста птица у том смислу променило током задњих векова Тако су све до 19. века косови били праве селице, да би данас, бар у средњој Европи, постали праве станарице. Супротно томе, детлићи и сове (с ретким изузетком сове мочварице) су традиционалне станарице.